# 黄文弼
黄文弼（1893年4月23日—1966年12月18日），字仲良，号耀堂，原名黄芬，是中国考古学家，西北史地学家。湖北漢川人。民国七年（1918年），黄文弼毕业于北京大学哲学门。后从事考古、历史研究工作。自民国十六年（1927年）起，黄文弼先后四次考察以新疆为主的中国西北地区，有“中国新疆考古第一人”、“中国西北考古第一人”之称。出版有《罗布淖尔考古记》《塔里木盆地考古记》《吐鲁番考古记》《高昌陶集》《高昌砖集》等著作。
黄文弼曾就职于北京大学、中央古物保管委员会、国立西北联合大学、国立四川大学、国立北平研究院史学研究所、中国科学院考古研究所。任中国人民政治协商会议第四届全国委员会委员。

## 生平

### 早年生涯

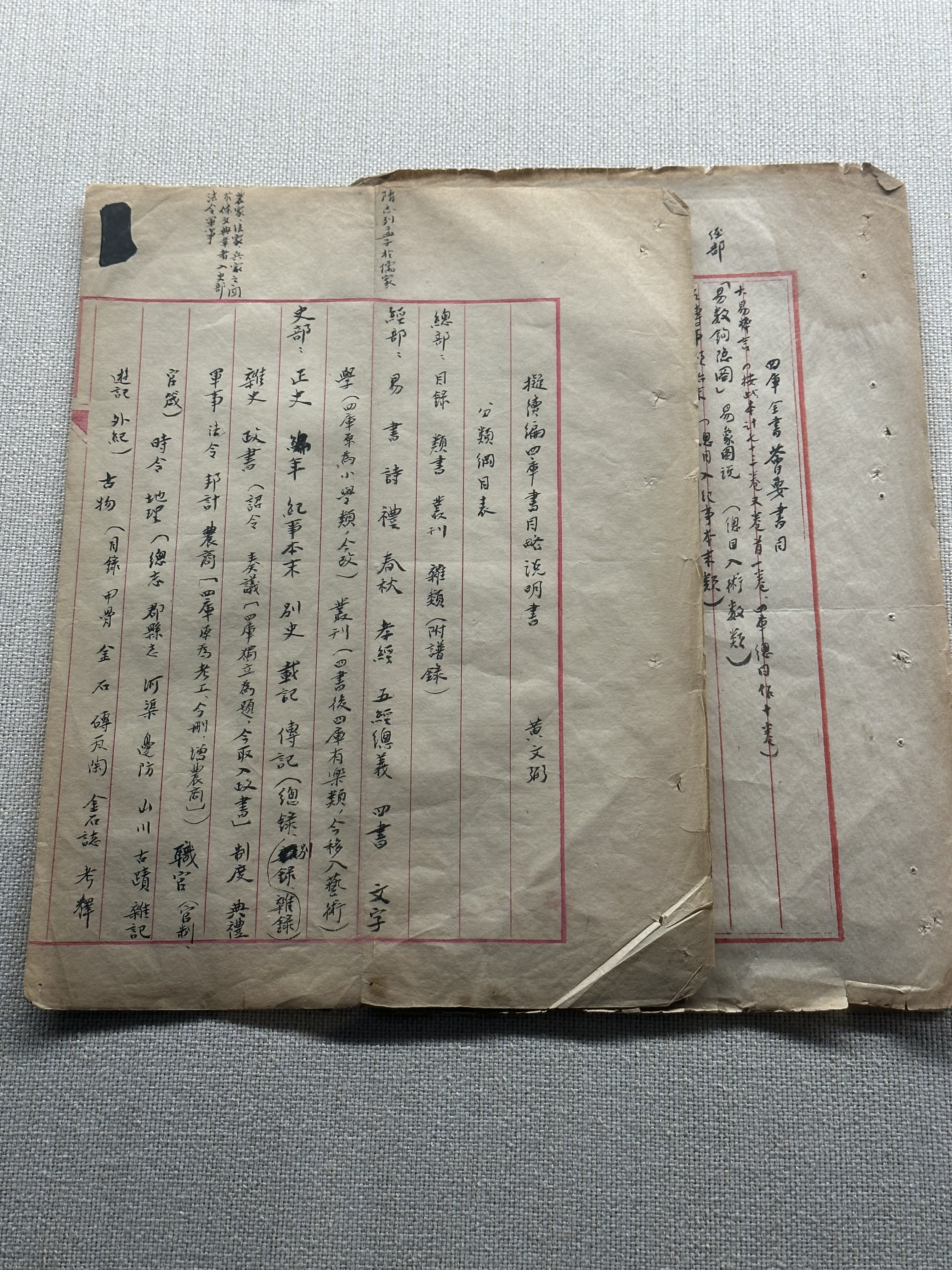
黄文弼撰《拟续编四库书目略说明书》手稿

清光绪年间，湖北省漢黃德道漢陽府汉川县（今湖北省孝感市汉川市）马鞍乡黄家咀的农民黄德清转行为木匠，后又在马口镇开设“隆茂公栈”。光绪十九年（1893年）4月23日，黄德清家诞生了一个男孩，黄芬。黄芬8岁开始读书，先后在湖北存古学堂、汉阳府中学堂（今武汉市第三中学）完成学业。中学毕业的黄芬后考取武昌政治专门学校并就读两年。
民国五年（1916年），黄芬考取北京大学哲学门。民国六年（1917年），黄芬改名为黄文弼。:1-6在校期间，黄文弼参加由蔡元培发起的进德会、组织成立哲学会、成文国史编纂处名誉征集员。民国七年（1918年），黄文弼进入北京大学哲学门研究所和国文门研究所，在胡适、陈汉章、马叙伦、沈兼士等人指导的下进行多项研究。同年，黄文弼毕业。:7:4-41

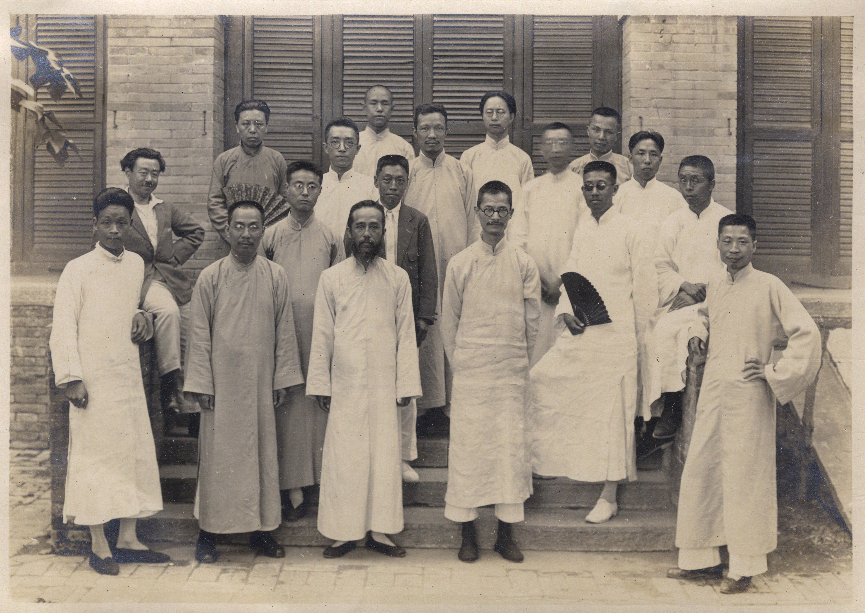
1924年9月，北京大学研究所国学门同人合影，右一为黄文弼

从北京大学毕业后留校任教，在文科研究所任职。北京大学研究所在民国十年（1921年）改组后，黄文弼转入国学门，初任助教，后升任讲师。初入国学门时，黄文弼研究方向为宋明理学。民国十三年（1924年）后，转向目录学研究，发表《拟续编四库书目略说明书》《中国旧籍新分类法纲目》等关于目录学研究著述。期间也参与《一切经音义》的整理、《文心雕龙》的校勘、研究，并发表有《整理文心雕龙方法略说》等著述。:10-12:41-48
民国十二年（1923年），黄文弼协助北京大学国学门主任沈兼士组织成立古迹古物调查会。民国十三年（1924年），古迹古物调查会更名为考古学会，黄文弼是加入学会最早的成员之一。:18:41-48民国十四年（1925年），北京大学廿七周年纪念纪念所国学门展览中，展出有黄文弼翻译的《秦长城用料考》。:9民国十五年（1926年），北京大学考古学会从山西古董商人处购得近60方元代壁画，黄文弼以此发表《山西兴化寺壁画名相考》。:20

### 加入西北科学考查团
民国十五年（1926年），德国汉莎航空为开辟中亚地区到北京、上海的航线，决定资助斯文·赫定的团队到中国西北地区进行航空气象考察。虽然此次探险考察得到北洋政府的支持，但中国学术界出现反对声。次年年春，中华图书馆协会、中央观象台、中国天文学会、故宫博物院、北京大学研究所考古学会、清华学校研究院、京师图书馆、北京图书馆等学术机构成立“中国学术团体协会”，发布《反对外国随意采取中国古物之宣言》。此后经过超过十次的协商，决定由瑞典、中华民国双方共同组建西北科学考察团，即中瑞西北科学考察团或中国西北科学考察团。:21-28:41-48
黄文弼主动参加西北科学考察团，成为考察团中国学者之一，也是考察团中唯一的中方考古学者。民国十六年（1927年）5月，西北科学考察团出征。:21-28:41-48从北京出发后，西北科学考察团分为三路行动，黄文弼所在的中队先后途经包头、阿拉善等地，黄文弼等人先后在敖伦苏木城遗址发现《王傅德风堂碑记》汉文残碑、《阿勒坦汗碑》蒙古文碑等文物；在居延堡发现汉简，开启居延汉简的发现和出土。也发现、探查秦长城、额济纳河沿岸的黑柳图汉代兵营遗址、乌托海及周边地区的旧石器时代遗址、额济纳旗黑城遗址等遗址、遗迹。

### 一入新疆

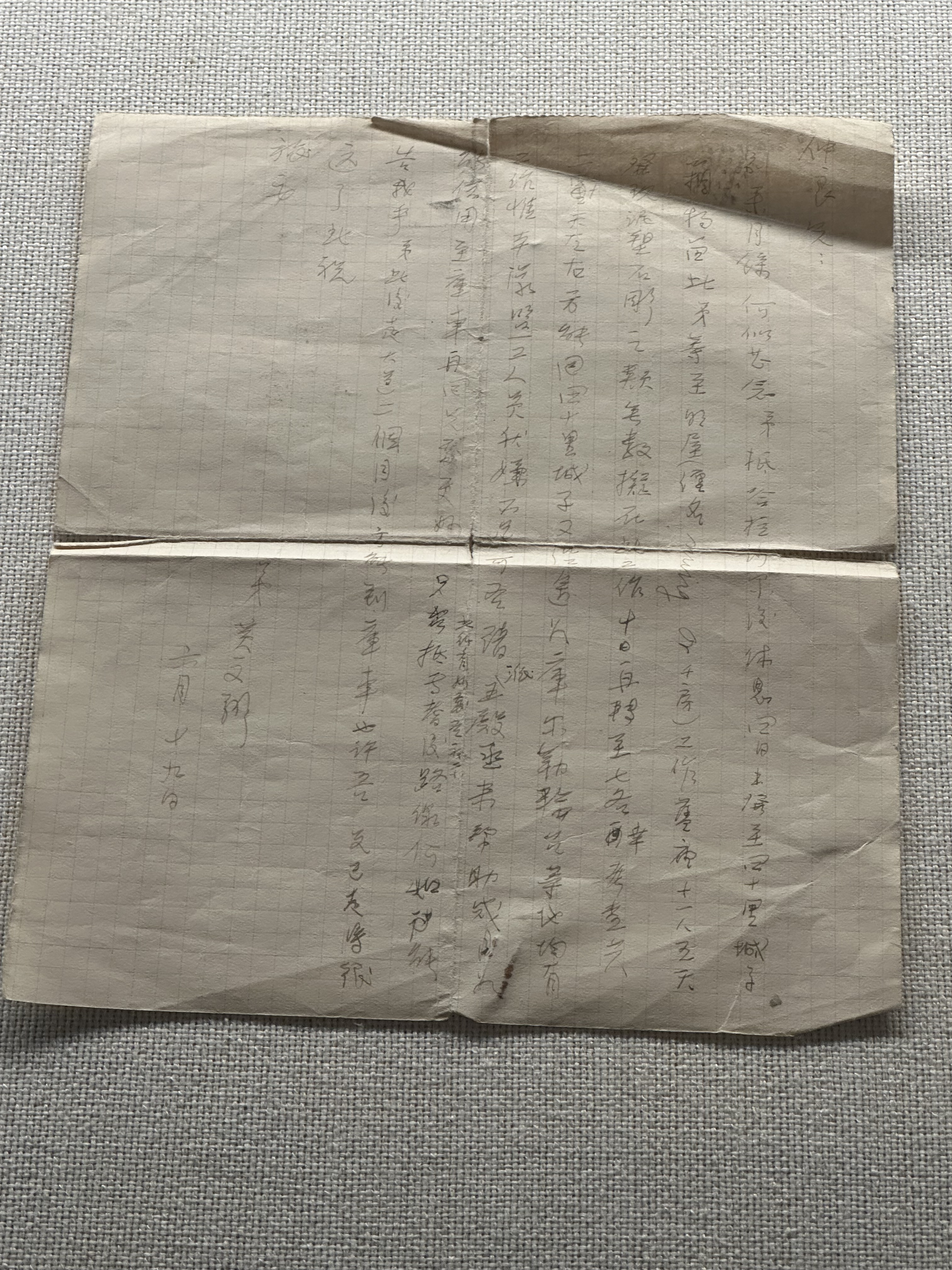
黄文弼与丁道衡的书信，黄文弼与丁道衡的字同为“仲良”，且都是中瑞西北科学考查团成员，在新疆考察。1928年，徐旭生离开考察团后，考察团内的中方学者主要为黄文弼与丁道衡，二者因此结下友谊

民国十七年（1928年）1月，西北科学考察团抵达新疆。到达新疆第一站哈密后，西北科学考察团在此度过农历新年，期间黄文弼先后考察、参观哈密回王墓、哈密境内的明代烽燧。民国十七年（1928年）2月，西北科学考察团沿天山南麓前行，抵达迪化（今乌鲁木齐市）。:47-51抵达迪化后，黄文弼先后在杨增新处、江浙会馆等地拓得麹斌造寺碑等石刻，并抄录、重刊碑文。:51-54
民国十七年（1928年）4月，黄文弼率领一个独立小组，开启为期两年的新疆考古行程。首站黄文弼等人抵达吐鲁番，踏查交河故城、高昌故城、柏孜克里克千佛洞等遗址。此次吐鲁番考察于5月份结束，黄文弼及考察小组穿过阿拉癸峪（今阿拉沟），于6月抵达焉耆，开始环塔里木盆地的考察。在焉耆期间，黄文弼调查、发掘明屋佛寺、巴仑台黄庙等遗址，获得20余箱泥塑佛像、石刻等文物。:57-78结束焉耆的考察后，黄文弼向库车出发，一路探查多个古城遗址，于8月抵达库车境。黄文弼在库车停留了2个月，探访库木吐喇千佛洞、森木塞姆石窟、克孜尔石窟等龟兹佛窟，记录石窟壁画、佛像等，采集经卷残纸等文物。除石窟外，黄文弼还踏访通古斯巴什等古城遗址、刘平国刻石等遗迹。:80-103
考察期间黄文弼到重重困难，先是民国十七年（1928年）5月汉莎航空不再为西北科学考察团提供经费，考察团瑞方团长斯文·赫定被迫返回瑞典筹款。到夏季，新疆七七政变发生，主政新疆且支持科学考察的杨增新被刺杀。金树仁上台后，并不信任西北科学考察团，又暗中监视黄文弼。民国十七年（1928年）年底，黄文弼前往阿克苏，本欲从此穿越塔克拉玛干沙漠前往于阗（即和田），也遭到金树仁的反对，不得不在返回库车。:80-103经历数月的周旋后，黄文弼在民国十八年（1929年）3月得到到和田考察的批准。黄文弼3月底从沙雅出发，历时1月余抵达于阗。在于阗，黄文弼考察喀拉墩古城、洛瓦克寺庙等遗址。:112
完成于阗的考察后，黄文弼沿塔里木盆地南缘经皮山、叶城、到喀什，考察托和沙赖古城等遗址，游览阿巴和加麻札等古迹。后于民国十八年（1929年）11月返回迪化。民国十九年（1930年）2月，黄文弼从迪化直接前往交河故城，考察、发掘交河古城及沟西墓地，获得数百件陶器、百余方墓志。此次除交河故城外，黄文弼还勘查柏孜克里克千佛洞的十余处佛窟、发掘包括阿斯塔那古墓群在内的古墓葬、古遗址。:61-69; 115-1174月完成吐鲁番的考察后，出发前往罗布泊。抵达罗布泊地区后黄文弼遇到了罗布泊湖体北移，为斯文·赫定的“罗布泊是游移湖”的观点提供了证据。在罗布泊地区搜寻楼兰古城途中，黄文弼找到了汉代烽燧土垠遗址及附近墓葬。在土垠遗址发掘出超过70支西汉前期木简。考察期间，黄文弼被任命为中央古物保管委员会委员。民国十九年（1930年）5月，完成罗布泊的考察后，黄文弼经吐鲁番返回迪化，首次在新疆的野外考察活动结束。:118-127

### 返回北平

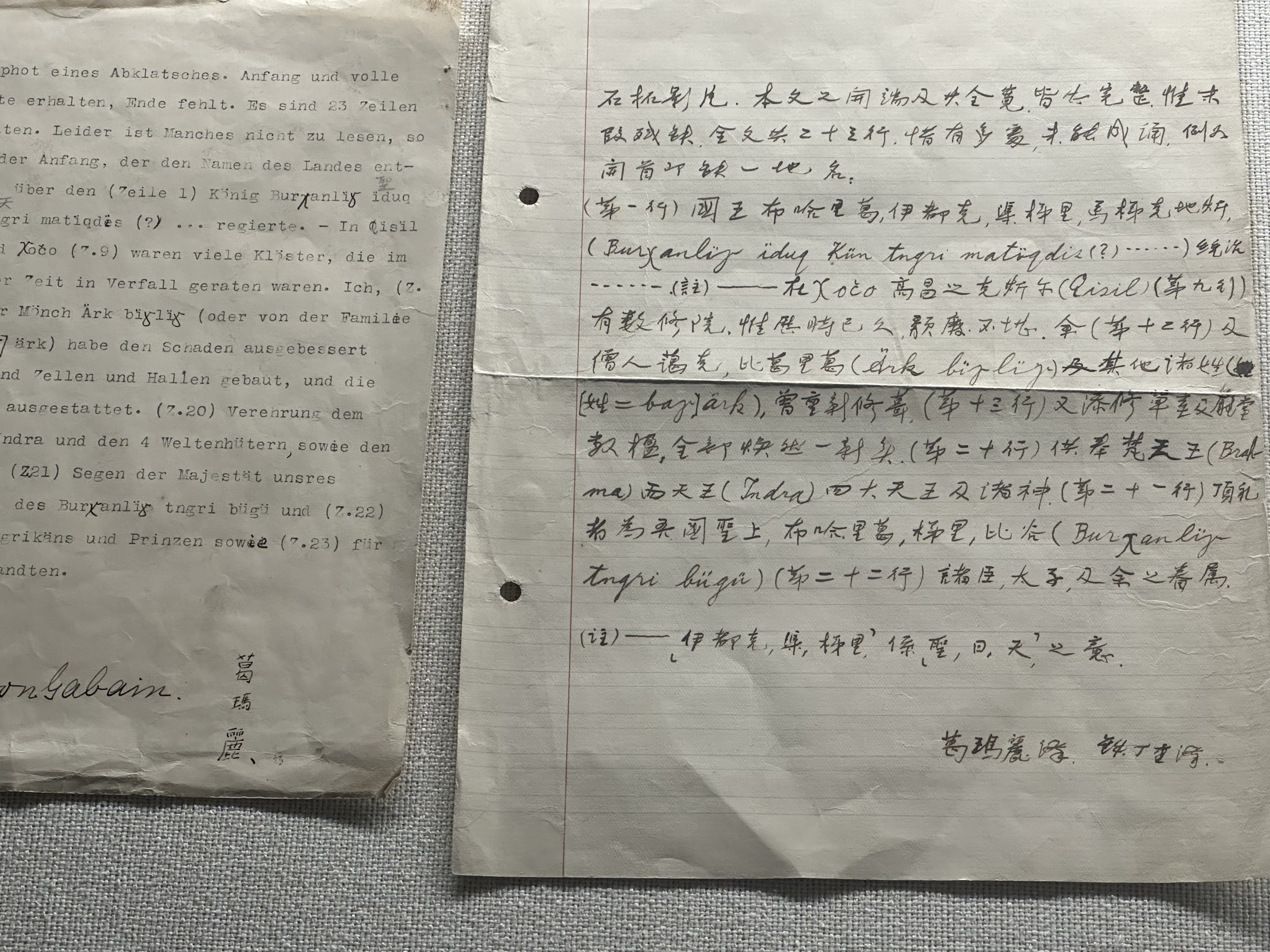
黄文弼与葛玛丽的翻译资料。黄文弼曾请葛玛丽解读《土都木萨里修寺碑》碑文。葛玛丽首先将《土都木萨里修寺碑》碑文翻译成德文，再由他人翻译为中文

黄文弼作为西北科学考察团成员时所收集的文物由袁复礼负责运抵北平。黄文弼也于民国十九年（1930年）9月，经西伯利亚返回北平，返回时黄文弼牙齿几乎全部脱落。抵达北平后，黄文弼在北京大学、国立北平大学女子师范学院、清华大学等院校做演讲，所获采集品在展览中展出。其中在北京大学的报告上，北京大学代理校长陈大齐称“外人在新疆考古者甚多，我国人今以黄先生为第一”。
返回北平后，黄文弼开始负责西北科学考察团整理研究小组乙组的工作。将北京大学原植物实验院落作为研究场地，黄文弼开始整理、研究考察成果，并在《史学年报》等学术期刊上发表研究成果。向达曾评价西北科学考察团的研究成果中文著述中，以黄文弼的收获为最大。民国二十年（1931年），黄文弼开始兼任国立北平大学女子师范学院教授。民国二十一年（1932年），黄文弼被北京大学国文系聘为副教授，同时也兼任《国学季刊》编委。此时的黄文弼与葛玛丽、伯希和等国际学者开始合作、交流。:146-150

### 二入新疆前后

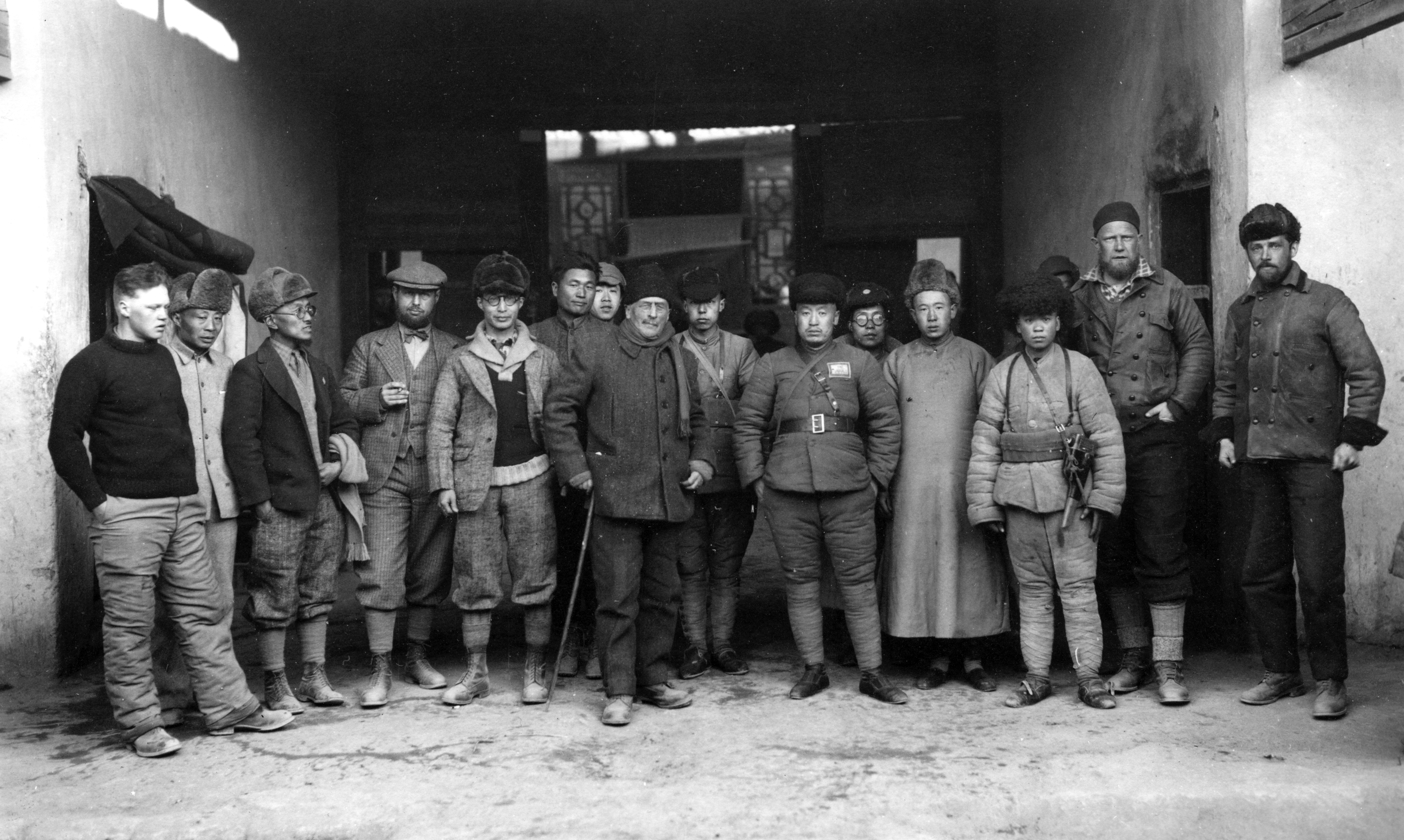
马仲英部哈密警备司令张鸣凤与勘察队成员合影，左二为黄文弼

民国二十二年（1933年），中华民国铁道部组织成立绥新公路查勘队对绥新公路勘察，斯文·赫定为领队。中华民国教育部资助黄文弼跟随绥新公路查勘队，考察新疆教育文化。民国二十二年（1933年）10月，绥新公路查勘队出发。查勘队前往新疆途中，黄文弼沿途考察西夏佛寺、辽金时期长城、居延海等遗址，并考察内蒙古地区的教育情况。到达新疆时，正值盛世才与马仲英交战，勘察队一行到民国二十三年（1934年）2月抵达方抵达哈密。战事让勘察队无法前往迪化，黄文弼只得从哈密经吐鲁番前往南疆。此次黄文弼直接前往土垠遗址，对遗址附近进一步探掘，发掘出记居卢訾仓事简等文物。相关研究后以《释居卢訾仓》为题发表。另外在土垠遗址以北发现丝绸之路其中一条古道。6月，黄文弼自南疆前往迪化。除继续考古发掘外，黄文弼在焉耆、迪化调查教育情况，并将调查报告于《申报》《北平晨报》等出版物上发布。民国二十三年（1934年）10月，黄文弼返回南京。:152-162
返回北平后，黄文弼在北京大学红楼整理、研究此次考察所获资料。此次考察，让黄文弼与斯文·赫定关系破裂，黄文弼学术声誉随之受损。:161因为河南、陕西频发盗窃古物的案件。民国二十三年（1934年）12月，作为中央古物保管委员会委员的黄文弼受中央古物保管委员会派遣，与腾固一起前往河南安阳、洛阳、陕西西安等地调查古迹、文物遗存情况。民国二十四年（1935年）3月，黄文弼又与腾固、朱希祖等人前往南京及周边，调查、测量陈武帝万安陵等墓葬遗址。:163-165

### 西部生涯
民国二十四年（1935年）4月，中央古物保管委员会西安办事处于西安碑林成立，黄文弼任办事处主任。在完成南京的工作后，黄文弼前往西安。黄文弼在西安的主要工作以保护陵墓、碑瓦、颓圮的殿院等地面古迹、古物为主，不进行发掘工作。所以黄文弼刚到西安后，先管理已获保护的文物，后对耀州、礼泉、华阴、咸阳等地调查古迹，并完成多个县的古迹调查报告及拟定古迹修葺、整理方案。黄文弼在陕西最重要的工作是完成整理西安碑林的工作。民国二十五年（1936年），黄文弼及中央古物保管委员会向国民政府行政院呈报的《政府拨款整理西安碑林提案》获批，由中央政府拨款修缮碑林。民国二十六年（1937年）4月项目动工。次年，在黄文弼等人的努力下，西安碑林成立首个专门管理机构——西安碑林管理委员会。在进行碑林整理工作的同时，黄文弼也在西北科学考察团西安研究分所完成、发表《由考古上所见到新疆在文化上之地位》等论文。:166;171
民国二十六年（1937年）4月，中华民国教育部举办第二次全国美术展览会。展览会上展示了西北科学考察团的部分采集品，其中包括黄文弼送展的汉代漆杯、玻璃瓦、古佛像。这批文物在中国抗日战争全面爆发后留在南京，剩余文物则寄存汉口。中国抗日战争全面爆发后，中央古物保管委员会撤销。同时，国立北平大学、北平师范大学等院校机构迁至西安成立西安临时大学，黄文弼成为该校历史系教师。次年，国立西北联合大学成立，校址迁往陕西城固。黄文弼完成碑林整理的工作后，前往城固，任国立西北联合大学历史系教授，兼任国立西北联合大学考古委员会委员。:166-168
民国二十八年（1939年），国立西北联合大学文、理、法商三个学院组成建立国立西北大学。黄文弼任国立西北大学教授，兼任国立四川大学历史系教授，开始在陕、川之间奔波。在校期间，黄文弼教授秦汉史、魏晋南北朝史、蒙元史、美术史、西北边疆史、史学史等课程。教学的同时，黄文弼还撰写西北考察报告、研究西北史地，发表《两汉通西域路线之变迁》等论文。民国三十年（1941年），黄文弼任中华民国教育部边疆教育委员会委员。民国三十一年（1942年），黄文弼任国立西北大学历史系主任。两年后改任国立西北大学边政系主任。:168;171

### 三入新疆前后
民国二十九年（1940年），国父实业计划研究会成立。民国三十二年（1943年），黄文弼受西北大学委托，加入国父实业计划考察团，赴甘肃、新疆考察教育、民族、古迹文物等。黄文弼从重庆出发，经西安、酒泉、敦煌前往新疆。在途径武威时，在武威县文教馆拓印《亦都护高昌王世勋碑》碑文。民国三十二年（1943年）6月，黄文弼抵达哈密。此次考察，黄文弼将重心放在了此前没有抵达的北疆地区。在木垒、奇台、吉木萨尔、阜康、玛纳斯、乌苏、精河、伊宁、博乐、额敏、塔城等地进行考察，此后也抵达了未有考古学家探查的布尔津、阿勒泰。9月，黄文弼返回迪化，后再次前往、吐鲁番、库车、阿克苏、库尔勒等地。黄文弼在第三次的考察中并未进行发掘，以调查为主，也没有留下考古报告、日记。考察结束后，黄文弼于民国三十三年（1944年）返回西北大学继续教学工作。:174-178
民国三十四年（1945年），黄文弼作为作者之一，撰写《中国历代名贤故事集》第二辑《班超》。次年，黄文弼前往武汉，检视因战争损坏的西北科学考察团的采集品遗存。随后赴甘肃洮河沿岸考察。民国三十六年（1947年），黄文弼返回北平，在国立北平研究院史学研究所任专职研究员。此时，黄文弼以罗布泊附近遗迹为主题，从事西北科学考察的研究工作。:174-178; 264
中华人民共和国成立后，国立北平研究院由中国科学院接管。黄文弼也从国立北平研究院史学研究所转入中国科学院考古研究所，任研究员。1950年代初，黄文弼遇到“《文心雕龙·隐秀篇》”风波。这段时间，黄文弼出版了包括《高昌砖集》（增订本）、《吐鲁番考古记》等著作。:181-184; 265

### 四入新疆及晚年
在将数本专著出版后，黄文弼带领中国科学院考古研究所新疆考古队前往新疆考察。黄文弼在中国科学院新疆分院的协助下，于1957年9月前往焉耆考察。黄文弼带队调查开都河、博斯腾湖附近的包括七个星佛寺遗址在内的十余座古城，近十处寺庙、数处古墓葬。离开焉耆后，黄文弼又考察库尔勒、尉犁、若羌境内多个古城遗址，包括此前未涉及的塔里木盆地东南侧诸遗址，如米兰遗址等。1957年冬季黄文弼继续向西，调查了库车、沙雅、新和附近包括龟兹故城在内的四座古城，十余处遗址。此后，黄文弼在喀什、和田又考察包括买力克阿瓦提故城在内的五座古城、五座遗址。:188-195
1958年，黄文弼在东疆哈密、巴里坤、伊吾等地进行考察。此次黄文弼考察发掘了焉不拉克古墓群、大河古城、石人子沟遗址群等遗址、墓葬。其中在青铜时代及早期铁器时代的焉不拉克古墓群发掘出土大量的陶器与铜器。7月，黄文弼前往伊犁哈萨克自治州，在伊宁县、绥定县、特克斯县、霍城县、昭苏县、察布查尔锡伯自治县，探查境内的吐鲁番于孜古城、阿力麻里古城等十余处古城，吐虎鲁克·铁木尔汗麻扎等墓葬、遗迹。完成伊犁的考察工作后，黄文弼前往乌鲁木齐市，发表“汉唐新疆”演说。:196-211; 265
1958年，黄文弼从新疆返回北京。此后，黄文弼将工作重心放在研究上，并将研究成果发表于《考古》杂志、《文物》杂志等期刊上。:265-2661965年，黄文弼任中国人民政治协商会议第四届全国委员会委员。文化大革命波及到中国科学院后，运动开始升级扩大，黄文弼因“里通外国”被批判、抄家。1966年12月18日，黄文弼病逝，终年73岁。文化大革命结束后，黄文弼得到平反。1978年12月18日，中国社会科学院考古研究所召开黄文弼追悼会。黄文弼葬于八宝山公墓。:212-216

## 著作
黄文弼的代表作以三记两集为主，三记两集即《罗布淖尔考古记》《塔里木盆地考古记》《吐鲁番考古记》《高昌陶集》《高昌砖集》。在第一次西北考察结束后不久，黄文弼完成《高昌（第一分本）》和《高昌专集》（即《高昌》第二分本），二书由西北科学考查团理事会出版。1933年，西北科学考查团理事会出版出版发行《高昌陶集》。1935年底，黄文弼开始整理罗布淖尔的考古报告。1940年，《罗布淖尔考古记》完稿。1948年，《罗布淖尔考古记》由北平研究院史学研究所、中国西北科学考查团印行。1951年，黄文弼将《高昌（第一分本）》和《高昌专集》修订合并为《高昌砖集》（增订本）。1954年初，在完成《吐鲁番工作报告》，发表多篇吐鲁番古代文史研究的论文后，黄文弼将《吐鲁番考古记》交由中国科学出版社出版。1958年，在完成第四次新疆考察后，科学出版社再版《吐鲁番考古记》。1958年，黄文弼将《塔里木盆地考古记序言摘要》发表于《考古通讯》后，出版发行《塔里木盆地考古记》。:217-229; 261-266
除了三记两集，黄文弼留下数部遗著。1981年，黄文弼之子黄烈将黄文弼生前论文整理、编辑为《西北史地论丛》，交由上海人民出版社出版。1984年，文物出版社出版了考古学家孟凡人以黄文弼第四次新疆考察报告遗稿整理而成的《新疆考古发掘报告（1857-1958）》。1989年，黄烈将黄文弼编撰考古报告中的部分论述与《西北史地论丛》中部分论文合并为《黄文弼历史考古论集》，交由文物出版社出版。1990年，黄烈整理了黄文弼首次西北考察日记，有文物出版社出版 《黄文弼蒙新考察日记（1927—1930）》。2015年，商务印书馆又在《黄文弼历史考古论集》的基础上，将黄文弼的旧文、未刊稿等整理、编排，出版《西域史地考古论集》。:217-229; 261-266

## 纪念
逢黄文弼诞辰，会举办不同形式的纪念活动。2013年黄文弼诞辰120周年时，新疆师范大学以黄文弼后人捐赠的黄文弼使用、珍藏的图书为基础，建立黄文弼特藏馆；命名新疆师范大学温泉校区的图书馆为黄文弼图书馆；建立新疆师范大学黄文弼中心，持续研究中国西北学术史。同时为纪念黄文弼诞辰，出版发行《黄文弼研究论集》。:前言新疆维吾尔自治区博物馆举办《大漠·古道·西风——纪念黄 文弼先生诞辰一百二十周年及新疆考古成就展》。2023年黄文弼诞辰130周年时，新疆师范大学、吐鲁番市文物局联合主办，吐鲁番博物馆承办《吐鲁番考古第一人——纪念黄文弼诞辰130周年特展》。同时，《黄文弼所获西域文书》出版发行。
2022年，西北大学在建党百年、考古百年、建校120周年之际，和新疆维吾尔自治区博物馆、新疆师范大学联合主办《丝路丹心——黄文弼与丝绸之路》特展。并在长安校区西门立黄文弼全身塑像。